# 间接效用函数
在微观经济学中，消费者的间接效用函数（Indirect utility function）定义为满足预算约束时的最大效用，记为{\displaystyle v(\mathbf {p} ,w)}。
如果效用函数u是连续的严格递增的函数，那么间接效用函数：
- 在{\displaystyle R_{++}^{n}\times R_{+}}上连续。
- 对{\displaystyle (\mathbf {p} ,w)}零次齐次。
- 对{\displaystyle w}严格递增。
- 对{\displaystyle \mathbf {p} }递减。
- 对{\displaystyle (\mathbf {p} ,w)}拟凸。
- 满足罗伊恒等式。

## 间接效用函数与支出函数
如果价格是常数，则间接效用函数是支出函数的反函数，也即对任意价格向量{\displaystyle \mathbf {p} }和效用水平{\displaystyle u}都有：:106
{\displaystyle v(p,e(p,u))\equiv u}。